# Evangelische Kirche (Wiebelsbach)

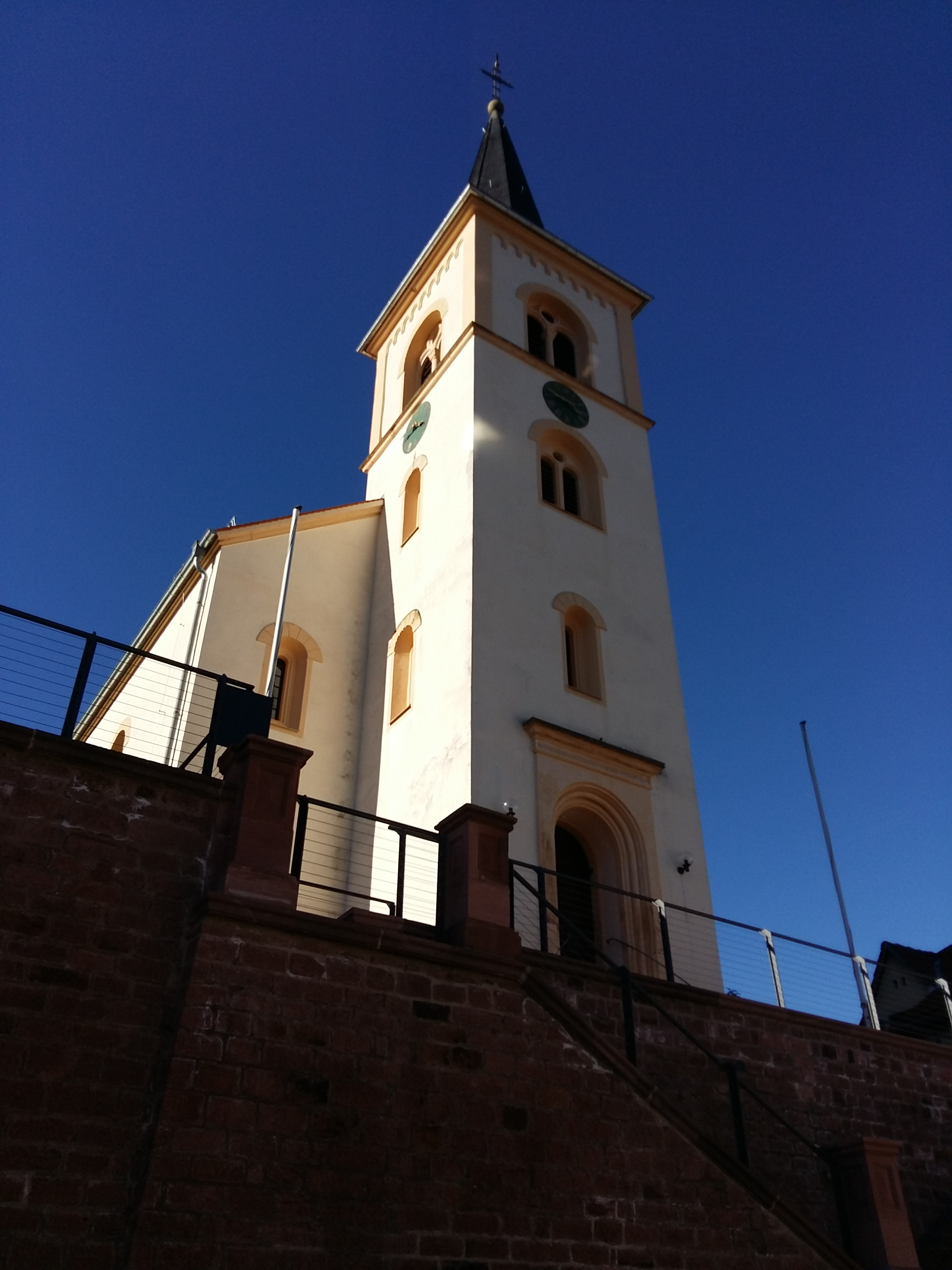
Evangelische Kirche in Wiebelsbach

Die Evangelische Kirche Wiebelsbach ist ein denkmalgeschütztes Kirchengebäude, das in Wiebelsbach steht, einem Stadtteil von Groß-Umstadt im Landkreis Darmstadt-Dieburg in Hessen. Die Kirchengemeinde gehört zum Dekanat Vorderer Odenwald in der Propstei Starkenburg der Evangelischen Kirche in Hessen und Nassau.

## Geschichte
Seit dem Mittelalter gehörte Wiebelsbach kirchlich zu Lengfeld. 1829 wurde Ober-Klingen eine eigenständige Pfarrei, zu der auch Wiebelsbach als Filialgemeinde gehörte. Die Gottesdienste fanden zunächst im Schulsaal statt. 1835 wurde der Bau einer Kirche beschlossen, der aber wegen Geldmangels erst 1861 begonnen werden konnte. Am  28. September 1862 wurde die Kirche durch den Darmstädter Prälaten Karl Zimmermann eingeweiht.
1905 wechselte Wiebelsbach in die Pfarrei Heubach. 1953 wurde eine größere Innenrenovierung vorgenommen.

## Beschreibung
Eine Freitreppe führt zur spätklassizistischen Saalkirche, die 1861 erbaut wurde. Das oberste Geschoss des mit einem achtseitigen, schiefergedeckten, spitzen Helm bedeckten Fassadenturms im Osten des Kirchenschiffs, das mit Lisenen an den Ecken und einem Bogenfries unter der Dachtraufe verziert ist, beherbergt hinter den als Biforien gestalteten Klangarkaden den Glockenstuhl.